# Pteris appendiculifera
Pteris appendiculifera är en kantbräkenväxtart som beskrevs av Cornelis Rugier Willem Karel van Alderwerelt van Rosenburgh. Pteris appendiculifera ingår i släktet Pteris och familjen Pteridaceae. Inga underarter finns listade.